# FC Rosengård
FC Rosengård – szwedzki klub piłki nożnej kobiet, mający siedzibę w mieście Malmö na południu kraju. Jest sekcją piłki nożnej kobiet w klubie FC Rosengård 1917.

## Historia
Chronologia nazw:
- 07.09.1970: Malmö FF Dam
- 11.04.2007: LdB FC Malmö
- 12.12.2013: FC Rosengård

## Stadion
Klub rozgrywa swoje mecze domowe na stadionie Malmö IP w Malmö, który może pomieścić 7600 widzów.

## Sukcesy

### Trofea międzynarodowe
- Liga Mistrzyń UEFA:
  - półfinalista (1): 2003/04

### Trofea krajowe
- Damallsvenskan (I poziom):
  - mistrz (13): 1990, 1991, 1993, 1994, 2010, 2011, 2013, 2014, 2015, 2019, 2021, 2022, 2024
  - wicemistrz (10): 1989, 1996, 1997, 1998, 1999, 2000, 2001, 2002, 2005, 2012
  - 3.miejsce (9): 1988, 1992, 1995, 1999, 2003, 2004, 2007, 2008, 2009

- Division 1 Södra (I poziom):
  - mistrz (1): 1988

- Division 2 Södra Götaland (II poziom):
  - mistrz (1): 1980

- Puchar Szwecji:
  - zdobywca (3): 1990, 1997, 2016
  - finalista (2): 2003, 2015

- Superpuchar Szwecji:
  - zdobywca (3): 2011, 2012, 2015
  - finalista (2): 2005, 2008